# Худовцы
Худовцы (бел. Худаўцы) — агрогородок в Крупском районе Минской области Белоруссии, в составе Крупского сельсовета. Население 342 человека (2009).

## География
Худовцы находятся в 7 км к северо-востоку от райцентра, города Крупки. Неподалёку от села протекает небольшая река Стражница, приток реки Бобр. Через Худовцы проходит автодорога Крупки — Холопеничи.

## Достопримечательности
- Деревянная православная церковь Рождества Богородицы, 1894 г.